# Huta Wisińczańska
Huta Wisińczańska (lit. Ūta) − wieś na Litwie, w rejonie solecznickim, 6 km na północny zachód od Podborza, zamieszkana przez 1 ludzi. Przed II wojną światową w Polsce, w powiecie lidzkim województwa nowogródzkiego.